# Кису
Кису (фин. Chisu /ˈkisu/, родилась 3 января 1982 года в Хельсинки) — финская поп-певица, автор песен, музыкальный продюсер.
Настоящее имя — Кристел (Кристель) Мартина Сундберг (Christel Martina Sundberg). Сценический псевдоним образован от финского слова kisu — «кошечка», — в котором первая буква записана как Ch по аналогии с её настоящим именем, Christel.

## Биография
Родилась в Хельсинки. Её мать — финка, отец — финский швед, однако шведский язык для неё неродной, она лишь изучала его в школе, поскольку жила с матерью и домашним языком в семье был финский. Детство Кису провела в Хельсинки и Миккели. У неё есть три брата. До того, как начать музыкальную карьеру, Кристел работала в магазине одежды.
Карьера Кису началась в 2007 году, когда она написала свой первый сингл Mun koti ei oo täällä («Мой дом не здесь», «Мой дом, увы, не здесь»), который стал саундтреком к фильму «Сольное выступление»«Sooloilua» («Сольное выступление»). Весной 2008 года песня стала хитом в Финляндии, заняв первые места в главных чартах страны и став одной из самых скачиваемых в финском интернете. Первые позиции песня удерживала 9 недель. 27 февраля 2008 вышел первый альбом Alkovi («Альков»).
Релиз второго альбому Кису, Vapaa ja yksin («Свободная и одинокая», «Свободна и одинока»), состоялся 23 сентября 2009 года. Продажи этого альбома составили более 30 тысяч копий.
В том же 2009 году Кису победила в двух номинациях главной финской музыкальной премии «Эмма», в том числе за лучший сингл — Mun koti ei oo täällä. В 2010 была номинирована в семи категориях, включая «Лучшая исполнительница», «Альбом года» и «Продюсер года».
Третий альбом — Kun valaistun — стал доступен для скачивания 3 октября 2011 года, на CD — 5 октября 2011 года. Альбом дебютировал в Suomen virallinen lista на первом месте.
За свою карьеру Кису продала более 90000 дисков, что позволило ей войти в список 50 самых успешных исполнительниц Финляндии.
В качестве автора, аранжировщика и продюсера Кису сотрудничает со многими финскими исполнителями; среди них:
- Cristal Snow («Wicked» — продюсер)
- Антти Туиску[6]
- Тарья Турунен («Sing for me» — один из авторов)
- Jippu
- Kristiina Brask
- Веса-Матти Лойри
- Kristiina Wheeler

В интервью, которое певица дала в ноябре 2011 года, она рассказала, что ради музыкальной карьеры ей пришлось идти на жертвы и отказаться от нормальной жизни. Она посетовала, что даже своего родного младшего брата не видела уже полгода. В то же время она сказала, что в своей деятельности пытается наслаждаться каждой минутой.
7 августа 2015 года вышел первый сингл с нового альбома — «Ihana», выход альбома запланирован на осень этого же года.

## Дискография

### Альбомы
- Alkovi (2008)
- Vapaa ja yksin (2009)
- Kun valaistun (2011)
- Kun valaistun 2.0 (2012)
- Polaris (2015)

### Синглы
- Mun koti ei oo täällä (2007)
- Muut (2008)
- Tämä rakkaus (2008)
- Baden-Baden (2009)
- Sama nainen (2009)
- Miehistä viis (2010)
- Saaliit (2010)
- Sabotage (2011)
- Kohtalon oma (2011)
- Tie (2012)
- Kolmas pyörä (2012)
- Frankenstein (2012)
- Ihana (2015)
- Tuu mua vastaan (2015)

### Видеоклипы
- Mun koti ei oo täällä Архивная копия от 1 декабря 2018 на Wayback Machine (2007)
- Muut Архивная копия от 2 декабря 2018 на Wayback Machine (2008, режиссёр Misko Iho)
- Baden-Baden Архивная копия от 24 февраля 2018 на Wayback Machine (2009, режиссёр Misko Iho)
- Sama nainen Архивная копия от 22 декабря 2017 на Wayback Machine (2009, режиссёр Mikko Harma)
- Sabotage Архивная копия от 29 августа 2017 на Wayback Machine (2011, режиссёр Misko Iho)
- Kohtalon oma Архивная копия от 24 февраля 2018 на Wayback Machine (2011, режиссёр Misko Iho)
- Frankenstein Архивная копия от 5 апреля 2018 на Wayback Machine (2012, режиссёр Toni Tikkanen)
- Ihana Архивная копия от 7 апреля 2018 на Wayback Machine (2015, режиссёр Mikki Kunttu)